# Postgeometrická abstrakce
Postgeometrická abstrakce je druh abstraktního umění. Je to odnož nové geometrie, která kombinuje prvky dadaismu, postkonceptualizmu, postmoderny s východisky geometrické abstrakce. Příznačná je pro ni rafinovaně, skrytě nebo otevřeně aktikulovaná sémantika s postindustriálními, znakovými, archetypovými či společenskými kódy. Za její hlavní představitele můžeme považovat amerického malíře Petra Halleye (1955) s jeho celami a okruhy. V evropském kontextu jsou to Gerwald Rockenschaub (1952), Imi Knoebel (1945), Helmut Federle (1944), maďarský malíř Imre Bak (1939). Novou sémantiku, která by v šedesátých a sedmdesátých letech v geometrickém umění byla zcela nepatřičná, programově přinesla do slovenského umění především Mária Balážová (1956) s její novou významovosťou v cyklech Plynutí (1992-94), Hadí geometrie (od roku 1994) a Chaos (od roku 2006). Jde také o první příklad ženské geometrie, na rozdíl od např. Sarah Morris jsou u Balážové jasné genderové profilace. Použitím velkých formátů obrazů docílila M. Balážová efekty malířských pláten hard edge. Formální "přečtení" její obrazových skladeb poukazuje na možnosti postkonstruktivisté a postgeometrické abstrakce.
. Postgeometrické abstrakci se věnuje i Blažej Baláž (1958) v cyklech Paměť a Mandaly, jakož i Roman Gajdoš (1983), který se kromě umělecké činnosti věnuje uvedenému fenoménu i teoreticky. V rámci středoevropského prostoru tedy zaznamenáváme celkem osobitý přístup, který bychom mohli definovat jako Post-Geo. .

## Výstavy
- 1995 Mária Balážová - Hadí geometrie, Bratislava, Galerie Cypriána Majerníka
- 1996 Imre Bak - New Paintings, Ludwig Muzeum Budapest (H)
- 2001 Mária Balážová - Nadowessioux, Bratislava, Galerie města Bratislavy, Pálffyho palác
- 2000 Neokonštruktivizmus ve slovenském výtvarném umění, Trnava, Galerie J. Koniarka
- 2002 Skrytý půvab malby, České Budějovice, Dům umění (CZ)
- 2002 New End of Painting, Trnava, Galerie Jana Koniarka
- 2007 Mária Balážová - Nová významovost, Nitra, Nitrianska galerie
- 2010 Slovenská geometrie 1, Městská galerie, Plzeň (CZ)
- 2010 Imre Bak, Galeria umění, Nové Zámky
- 2011 Mária Balážová - Post-Geo, Liptovský Mikuláš, Liptovská galerie P. M. Bohuňov
- 2011 Mária Balážová, Blažej Baláž : Post-Geo-Text, Slowakisches Institut, Berlin (D)